# Erich Tomek
Erich Tomek (* 1. Juni 1930; † 18. April 2025 in Wien) war ein österreichischer Produktionsleiter und Drehbuchautor.

## Leben
Er begann seine Laufbahn im Filmgeschäft Anfang der 1960er-Jahre. Er war an mehr als 50 Filmproduktionen beteiligt. Zahlreiche seiner Drehbuchbeiträge verfasste er unter dem Pseudonym Florian Burg. Er arbeitete auch unter den Namen Henry Kwan und Rayo Casablanca. Eine jahrzehntelange Zusammenarbeit pflegte Tomek mit der österreichisch-deutschen Produktionsfirma Lisa Film und deren Produzenten Karl Spiehs. Im Auftrag von Lisa Film schrieb er viele Schlager- und Erotikkomödien.
Später war Tomek einer der Schöpfer der erfolgreichen deutschsprachigen Fernsehserie Ein Schloß am Wörthersee, die von 1990 bis 1993 produziert wurde. Er verfasste die Drehbücher zu 29 der 34 Folgen und war nebenbei auch als Herstellungsleiter der Serie tätig. Er arbeitete bis in die 2010er-Jahre als Drehbuchautor.

## Filmografie (Auswahl)
- 1962: Drei Liebesbriefe aus Tirol
- 1966: In Frankfurt sind die Nächte heiß
- 1967: Heubodengeflüster
- 1969: Alle Kätzchen naschen gern
- 1971: Die tollen Tanten schlagen zu
- 1971: Das haut den stärksten Zwilling um
- 1971: Rudi, benimm dich!
- 1971: Hochwürden drückt ein Auge zu
- 1971: Wenn mein Schätzchen auf die Pauke haut
- 1971: Tante Trude aus Buxtehude
- 1972: Meine Tochter – deine Tochter
- 1973: Geh, zieh dein Dirndl aus
- 1974: Zwei im siebenten Himmel
- 1976: Vanessa
- 1977: Drei Schwedinnen in Oberbayern
- 1978: Hurra, die Schwedinnen sind da
- 1978: Popcorn und Himbeereis
- 1979: Graf Dracula (beisst jetzt) in Oberbayern
- 1980: Zärtlich aber frech wie Oskar
- 1980: Die schönen Wilden von Ibiza
- 1981: Die nackten Superhexen vom Rio Amore (Linda)
- 1981: Die Säge des Todes
- 1982: Ein dicker Hund
- 1983: Die Supernasen
- 1983: Das verrückte Strandhotel
- 1983: Sunshine Reggae auf Ibiza
- 1984: Her mit den kleinen Schweinchen
- 1984: Popcorn & Paprika
- 1986: Geld oder Leber!
- 1988: Starke Zeiten
- 1989: Gummibärchen küßt man nicht
- 1990–1993: Ein Schloß am Wörthersee
- 1993: Hochwürden erbt das Paradies
- 1996: Mein Opa und die 13 Stühle
- 1996: Hochwürdens Ärger mit dem Paradies
- 1999: Ein Herz wird wieder jung
- 2007: Die Rosenkönigin
- 2012: Oma wider Willen